# Río Sumapaz
Le río Sumapaz est une rivière de Colombie et un affluent du fleuve le Río Magdalena.

## Géographie
Le río Sumapaz prend sa source sur le versant ouest de la cordillère Orientale, dans le parc national naturel de Sumapaz (département de Cundinamarca), à 4 710 m d'altitude. Il coule ensuite vers le nord puis vers l'ouest avant de rejoindre le río Magdalena au niveau de la municipalité de Ricaurte, à la limite du département de Tolima.
Sur la majeure partie de son cours, le río Sumapaz sert de frontière naturelle entre les départements de Cundinamarca et Tolima.

## Aménagements

### Projet hydroélectrique
La compagnie d'électricité Emgesa, une filiale de la société espagnole Endesa, étudie depuis 2010 la préfaisabilité et la faisabilité de la construction de huit petites centrales hydroélectriques au cours des 50 kilomètres sur la rivière Sumapaz, entre l'embouchure de la rivière San Juan et le ruisseau de Lajas, sur le territoire des villes de Cabrera, Venecia et Pandi, dans le département de Cundinamarca, et dans la municipalité d'Icononzo, à Tolima.